# Ferdinand Weyhe

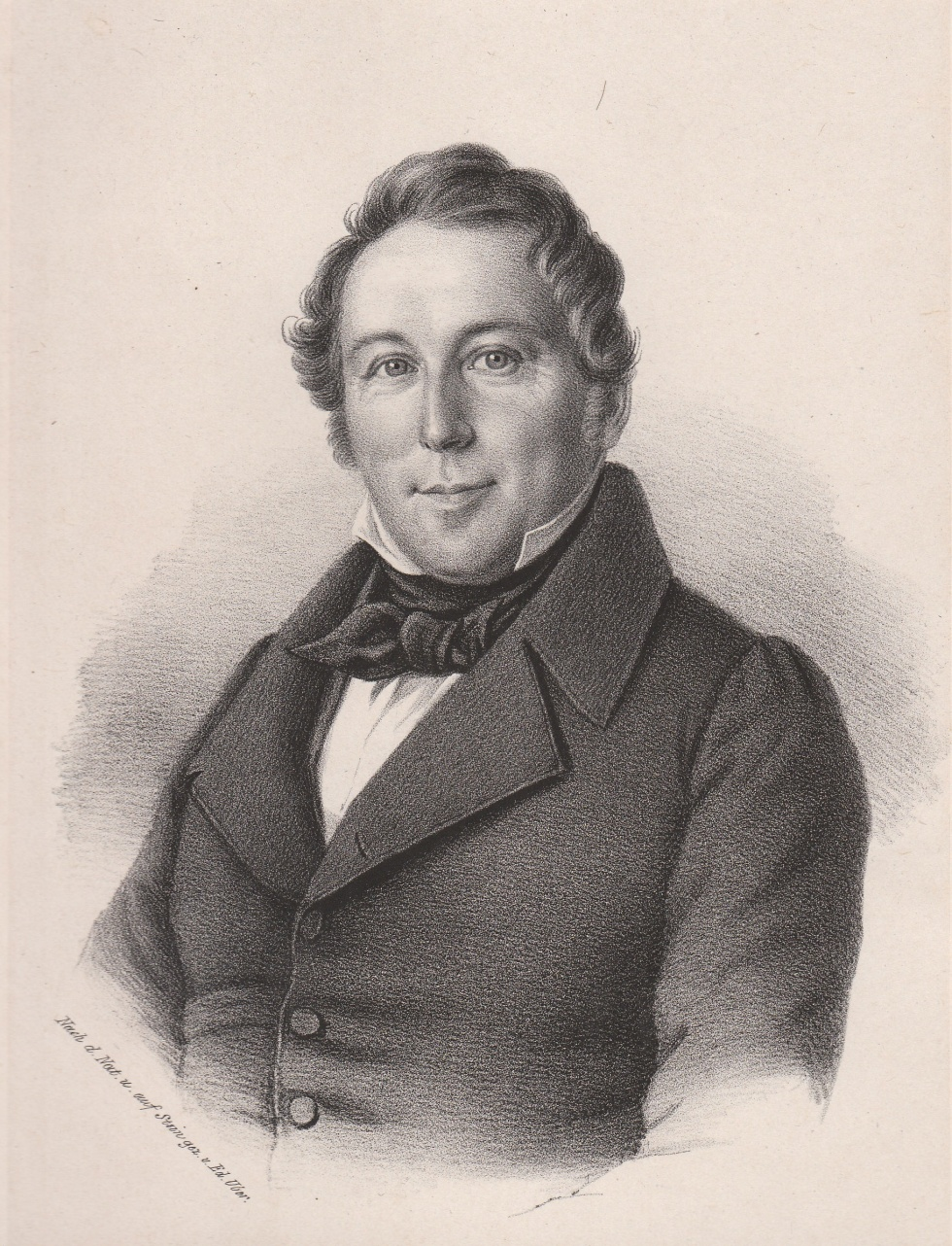
Ferdinand Weyhe

Wilhelm Ferdinand Weyhe (* 6. November 1795 in Magdeburg; † 31. Oktober 1878 in Bonn) war ein deutscher Agrarwissenschaftler. Von 1851 bis 1856 leitete er als Direktor die höhere landwirtschaftliche Lehranstalt zu Poppelsdorf bei Bonn.

## Leben und Wirken
Ferdinand Weyhe studierte 1819 und 1820 Tierarzneikunde und Naturwissenschaften an der Universität Berlin und betätigte sich anschließend mehrere Jahre als Pächter einer Domäne in Sachsen-Anhalt. Als Autodidakt ergänzte er sein landwirtschaftliches Wissen durch umfassende Beratungstätigkeiten in allen Teilen Deutschlands und durch ausgedehnte Studienreisen in europäischen Ländern. 1846 erhielt er den Titel Landesökonomierat.
Von 1851 bis 1856 leitete Weyhe als Direktor die höhere landwirtschaftliche Lehranstalt zu Poppelsdorf bei Bonn. Er hielt Vorlesungen über Betriebslehre, Viehzucht, landwirtschaftliche Technologie und Ackerbau. Außer einigen Berichten über den Anbau von Zuckerrüben hat er kaum etwas veröffentlicht.
Er war Mitglied der Gesellschaft Deutscher Naturforscher und Ärzte. Weyhe war seit dem 4. November 1819 Mitglied der Freimaurerloge Zu den drei Hammern in Halberstadt. Am 6. Dezember 1857 trat er als Gründungsmitglied der seinerzeit in Bonn wiederbegründeten Loge Friedrich Wilhelm zum eisernen Kreuz bei.